# Paraboea hainanensis
Paraboea hainanensis är en tvåhjärtbladig växtart som först beskrevs av Woon Young Chun, och fick sitt nu gällande namn av Brian Laurence Burtt. Paraboea hainanensis ingår i släktet Paraboea och familjen Gesneriaceae. Inga underarter finns listade i Catalogue of Life.